# 1983-as Formula–1 dél-afrikai nagydíj
A dél-afrikai nagydíj volt az 1983-as Formula–1 világbajnokság tizenötödik futama.

## Futam
| Helyezés | #  | Versenyző          | Csapat/Motor      | Körök | Idő/Kiesés oka  | Rajthely | Pontszám |
| -------- | -- | ------------------ | ----------------- | ----- | --------------- | -------- | -------- |
| 1        | 6  | Riccardo Patrese   | Brabham-BMW       | 77    | 1:33:25,708     | 3        | 9        |
| 2        | 22 | Andrea de Cesaris  | Alfa Romeo        | 77    | + 9,319         | 9        | 6        |
| 3        | 5  | Nelson Piquet      | Brabham-BMW       | 77    | + 21,969        | 2        | 4        |
| 4        | 35 | Derek Warwick      | Toleman-Hart      | 76    | + 1 kör         | 13       | 3        |
| 5        | 1  | Keke Rosberg       | Williams-Honda    | 76    | + 1 kör         | 6        | 2        |
| 6        | 16 | Eddie Cheever      | Renault           | 76    | + 1 kör         | 14       | 1        |
| 7        | 4  | Danny Sullivan     | Tyrrell-Ford      | 75    | + 2 kör         | 19       |          |
| 8        | 29 | Marc Surer         | Arrows-Ford       | 75    | + 2 kör         | 22       |          |
| 9        | 30 | Thierry Boutsen    | Arrows-Ford       | 74    | + 3 kör         | 20       |          |
| 10       | 25 | Jean-Pierre Jarier | Ligier-Ford       | 73    | + 4 kör         | 21       |          |
| 11       | 8  | Niki Lauda         | McLaren-TAG       | 71    | Elektronika     | 12       |          |
| 12       | 17 | Kenny Acheson      | RAM-Ford          | 71    | + 6 kör         | 24       |          |
| HN       | 12 | Nigel Mansell      | Lotus-Renault     | 68    | Helyezés nélkül | 7        |          |
| HN       | 26 | Raul Boesel        | Ligier-Ford       | 66    | Helyezés nélkül | 23       |          |
| Kiesett  | 3  | Michele Alboreto   | Tyrrell-Ford      | 60    | Motorhiba       | 18       |          |
| Kiesett  | 27 | Patrick Tambay     | Ferrari           | 56    | Turbó           | 1        |          |
| Kiesett  | 36 | Bruno Giacomelli   | Toleman-Hart      | 56    | Turbó           | 16       |          |
| Kiesett  | 15 | Alain Prost        | Renault           | 35    | Turbó           | 5        |          |
| Kiesett  | 31 | Corrado Fabi       | Osella-Alfa Romeo | 28    | Motorhiba       | 25       |          |
| Kiesett  | 11 | Elio de Angelis    | Lotus-Renault     | 20    | Motorhiba       | 11       |          |
| Kizárva  | 7  | John Watson        | McLaren-TAG       | 18    | Kizárva         | 15       |          |
| Kiesett  | 28 | René Arnoux        | Ferrari           | 9     | Motorhiba       | 4        |          |
| Kiesett  | 23 | Mauro Baldi        | Alfa Romeo        | 5     | Motorhiba       | 17       |          |
| Kiesett  | 9  | Manfred Winkelhock | ATS-BMW           | 1     | Motorhiba       | 8        |          |
| Kiesett  | 2  | Jacques Laffite    | Williams-Honda    | 1     | Kicsúszás       | 10       |          |
| Kiesett  | 32 | Piercarlo Ghinzani | Osella-Alfa Romeo | 1     | Motorhiba       | 26       |          |

## A világbajnokság végeredménye
| H   | Versenyzők       | Pont | H   | Konstruktőrök  | Pont |
| --- | ---------------- | ---- | --- | -------------- | ---- |
| 1.  | Nelson Piquet    | 59   | 1.  | Ferrari        | 89   |
| 2.  | Alain Prost      | 57   | 2.  | Renault        | 79   |
| 3.  | René Arnoux      | 49   | 3.  | Brabham-BMW    | 72   |
| 4.  | Patrick Tambay   | 40   | 4.  | Williams-Honda | 38   |
| 5.  | Keke Rosberg     | 27   | 5.  | McLaren-Ford   | 34   |
| 6.  | John Watson      | 22   | 6.  | Alfa Romeo     | 18   |
| 7.  | Eddie Cheever    | 22   | 7.  | Tyrrell-Ford   | 12   |
| 8.  | Elio de Angelis  | 15   | 8.  | Lotus-Renault  | 12   |
| 9.  | Riccardo Patrese | 13   | 9.  | Toleman-Hart   | 10   |
| 10. | Niki Lauda       | 12   | 10. | Arrows-Ford    | 4    |

(A teljes lista)

## Statisztikák
Vezető helyen:
- Nelson Piquet: 59 (1-59)
- Riccardo Patrese: 18 (60-77)

Riccardo Patrese 2. győzelme, Patrick Tambay 4. pole-pozíciója, Nelson Piquet 9. leggyorsabb köre.
- Brabham 32. győzelme.

Jean-Pierre Jarier 143., utolsó versenye.